# Список русских княжеств
Это список русских княжеств в период от распада Древнерусского государства до образования Русского царства и Речи Посполитой.

## Киевское княжество(882—1471)
Запад Киевской, северо-запад Черкасской, восток Житомирской областей Украины.
Столица — Киев (см. Список Великих князей киевских).
- Поросское (Торческое) княжество (? — ?). Столица — Торческ.
- Овручское княжество. Столица — Вручий (Овруч).
- Вышгородское княжество (1077—1210). Столица — Вышгород.
- Белгородское княжество. Столица — Белгород (ныне Белогородка).
- Богуславское княжество. Столица — Богуславль.
- Корсунское княжество. Столица — Корсунь.
- Трепольское княжество. Столица — Треполь (ныне Триполье).
- Котельническое княжество.
- Болоховская земля (? — ?1240-е). Столица — Болохов.

## Переяславское княжество(1054—1239)
Юг Черниговской, юго-восток Киевской, восток Черкасской, северо-восток Днепропетровской, Полтавская и Харьковская области Украины.
Столица — Переяславль Южный (Русский) (ныне Переяслав).
- Городец-Остёрское княжество. Столица — Городец-Остёрский (Остёр).

## Галицко-Волынское княжество(1198—1392)
- Волынская земля (на середину XII века): Волынская, Ровенская области Украины, западная часть Брестской области Белоруссии.
- Галицкая земля: Черновицкая, Львовская, Ивано-Франковская, Тернопольская, Хмельницкая, Винницкая области Украины и район Перемышля в Польше.

Столицы — Владимир-Волынский и Галич (Русский) (см. Список правителей Галицко-Волынского княжества).

### Галицкое княжество(1141—1352)
Столица — Галич, с 1290 — Львов (см. Список князей галицких).
- Перемышльское княжество (1085—1269). Столица — Перемышль (ныне Пшемысль в Польше).
- Звенигородское княжество (1085—1211). Столица — Звенигород.
- Теребовльское княжество (ок. 1085—1141). Столица — Теребовль (ныне Теребовля в Украине).
- Понизье[1][2] — территория современных Винницкой и Хмельницкой областей Украины. В составе Золотой Орды во второй половине XIII века, с 1362 в ВКЛ.
- Берладники («Выгонцы Галицкие») (? — 1240-е) — между Днестром и Карпатами (территория будущей Молдавии). Столица — (?) Бырлад. Вошло в состав Золотой Орды.

### Волынское княжество(ок. 990—1452)
Столица — Владимир-Волынский (см. Список князей волынских).
- Белзское княжество (1170—1269). Столица — Белз.
  - Червенское княжество (1170—1171), (1195 — ?) — Червенская земля (Червенские города). Столица — Червен.
- Берестейское княжество (ок. 1087—1444). Берестейская земля (Подляшье, изначально область Киевского княжества). Столица — Брест (Берестье).
  - Кобринское княжество (1366—1529). Столица — Кобрин.
  - Холмское княжество (1263—1366). Столица — Холм (ныне Хелм в Польше).
- Дорогобужское княжество (ок. 1085—1227). Столица — Дорогобуж.
  - Чарторыйское княжество. Столица — Чарторийск.
  - Шумское княжество (XII—XIII). Столица — Шумск.
- Дорогичинское княжество (ок. 1180—1182). Столица — Дорогочин.
- Луцкое княжество (1099, 1125—1320). Столица — Луцк (Луческ). + Категория:Князья луцкие
- Пересопницкое княжество (1146—1238). Столица — Пересопница.
  - Кременецкое княжество (? — ?). Столица — Кременец.
  - Изяславское княжество (? — ?). Столица — Изяславль (Волынский).

## Турово-Пинское княжество(ок. 998—1168)
Запад Гомельской, восток Брестской областей Белоруссии, север Житомирской и Ровенской областей Украины.
Столица — Туров.
В 1167/1174 разделилось на Туровское, Пинское и Дубровицкое княжества.
- Туровское княжество (1167/1174—1540). Столица — Туров (см. Список князей туровских).
- Пинское княжество (1167/1174—1521). Столица — Пинск (Пинеск).
- Дубровицкое княжество (1167/1174 — ?). Столица — Дубровица.
  - Степаньское княжество (ок. 1230—?). Столица — Степань.
- Слуцкое княжество (1142/1147—1587). Столица — Слуцк (Случеск).

Предположительно в составе Волынского княжества (подробнее см. Городенское княжество):
- Городенское (Гродненское) княжество (1116—1413). Столица — Городно (Гродно, Городень).
  - Волковыйское княжество (1147—1431). Столица — Волковыйск (Волковыск).
    - Слонимское княжество (1260-е—?). Столица — Услоним (Слоним, Вслоним).

  - Новогрудское княжество (1147—1431). Столица — Новгородок (Новогрудок). Изначальное владение Миндовга, вокруг которого он стал собирать ВКЛ.

## Полоцкое княжество(до 977—1307/1399)
Витебская, Минская, Гродненская области Белоруссии.
Полоцкая земля вошла в состав Великое княжество Литовское к 1326 году.
Столица — Полоцк (Полотеск) (см. Список князей полоцких).
1307 → ВКЛ.
Уделы:
- Полоцкое княжество (1101—1392) Столица — Полотеск (Полоцк).
  - Герцикское княжество (1180/1186—1208). Столица — Герцике (Ерсика).
  - Кукейносское княжество (1180/1186 — после 1225). Столица — Кукейнос (Кокнесе, Кокенгаузен).
  - Лукомское княжество (середина / конец XIV века). Столица — Лукомль.
- Минское княжество (1070-е — 1326/1407). Столица — Меньск (Минск).
  - Свислочское княжество (1140-е — 1326/1407). Столица — Свислочь (ныне — предположительно деревня Свислочь).
- Друцкое княжество (1101—1508). Столица — Дрютеск (Друцк).
- Изяславское княжество (1070-е—1326). Столица — Изяславль → с 1180/1186 в составе Минского княжества.
  - Логожское княжество (ок. 1150—1326). Столица — Логожск (Логойск) → с 1180/1186 в составе Минского княжества.
- Витебское княжество (1101—1320/1392). Столица — Видбеск (Витебск).
  - Усвятское княжество (1140-е-1320). Столица — Усвят (Усвяты).

## Новгородская земля/Новгородская республика(IX век — 1478)
Новгородская, южная часть Псковской области, Ленинградская, Архангельская, север Тверской областей, республики Коми и Карелия.
Столица — Новгород (Господин Великий Новгород) (см. Список новгородских князей).

### Псковская республика(1348—1510)
Часть Псковской области.
Столица — Псков (Плесков) (см. Список псковских князей).

## Смоленское княжество(ок. 990—1404)
Смоленская, запад Тверской, юг Псковской обл. России, восток Могилевской обл. Белоруссии.
Столица — Смоленск (см. Список князей смоленских).
1404 → ВКЛ.
Уделы:
- Торопецкое княжество (1167—1320). Столица — Торопец (Торопеч). 1355/62 → ВКЛ.
- Мстиславское княжество (XII в.—1529). Столица — Мстиславль.
- Вяземское княжество (1190—1403/1494). Столица — Вязьма. 1403 → ВКЛ.
- Фоминско-Березуйское княжество (?—?). Столица — Фоминское.
  - Козловское княжество (ок. 1206—1404). Столица — Козлов.
- Красненское княжество. Столица — Красный.
- Васильевское княжество. Столица — Васильев.
- Дорогобужское княжество (ок. 1343—1505). Столица — Дорогобуж. 1403 → ВКЛ. + Категория:Князья дорогобужские
- Порховское княжество (1386—1442). Столица — Порхов. 1404 → ВКЛ.
- Можайское княжество (1279—1303). Столица — Можайск. 1303→ ВКМ (удельное княжество 1389—1492).

## Черниговское княжество(1024—1356)
Север Черниговской обл. Украины, восток Гомельской обл. Белоруссии, Калужская, Брянская, Липецкая, Орловская обл. России.
Столица — Чернигов (см. Список князей черниговских).
После разорения монголами княжество пришло в сильное запустение и основным центром стал Брянск. Впоследствии процесс дробления княжеств продолжился, большая часть территории бывшего Черниговского княжества была поглощена ВКЛ. При этом часть Верховских княжеств, будучи в составе ВКЛ, получила полную внутреннюю автономию.
- Клецкое княжество (1142/1147—1521). Столица — Клецк (Клеческ).
- Вщижское княжество (1156—1239). Столица — Вщиж.
- Брянское княжество (до 1263—1430). Столица — Брянск (Дебрянск).
- Стародубское княжество (Северское) (1167—1517) (литовский удел около 1406—1503). Столица — Стародуб.
- Сновское княжество (до 1203 — ?). Столица — Сновск.
- Верховские княжества — восток Черниговской земли.
  - Устивское княжество (? — ?). Столица — Устье (ныне село Усты).
  - Звенигородское княжество (ок. 1340—1504). Столица — Звенигород-на-Оке (см. Список князей звенигородских).
  - Карачевское княжество (до 1310—после 1383). Столица — Карачев.
  - Козельское княжество (до 1223—1445). Столица — Козельск.
  - Любутское княжество (?—1445). Столица — Любутск (Любутеск).
  - Мезецкое княжество (нач.XV в.—1504). Столица — Мезецк (Мезческ, ныне Мещовск). 1493 → ВКМ.
    - Барятинское княжество (ок. 1450—1504/9). Столица — Барятин (ныне Барятино в Калужской обл.).

  - Мосальское княжество (после 1377—1494). Столица — Мосальск (Масальск). 1500 → ВКМ.
  - Мышегодское княжество (сер.XIV в.—1488). Столица — Мышегда (Мышаха).
  - Новосильское княжество (до 1326— 1425). Столица — Новосиль. Распалось на:
    - Белёвское княжество (1468—1558). Столица — Белёв. 1487 → ВКМ (удел до 1558).
    - Воротынское княжество (ок. 1455—1573). Столица — Воротынск (Воротынеск). 1493 → ВКМ (на правах удела до 1573) (см. Список воротынских князей).
    - Одоевское княжество (1376—1407). Столица — Одоев. → ВКМ 1474 (на правах удела до 1547).

  - Оболенское княжество (до 1368—1494). Столица — Оболенск (Оболенеск). → ВКМ 1362—89.
  - Перемышльское княжество (до 1401/2 — ?). Центр — Перемышль на Оке. → ВКМ 1487.
  - Тарусское княжество (до 1392—до 1504). Столица — Таруса. → ВКМ 1462/1504.
  - Спажское княжество (? — ?). Столица — Спаш (Испаш). → ВКМ (Новосильский удел).
  - Волконское княжество (сер.XV в.—1470). Столица — Волкона (Волхона, Волконск).
  - Конинское княжество (? — ?). Столица — Конин (Канинь).
  - Тростенское княжество (ок. 1460—90). Столица — в волости Тростена. 1490 → ВКМ.
  - Болховское княжество (после 1377—1406).
  - Хотетовское княжество (после 1377—1408).

### Новгород-Северское княжество(1097—1494)
Сумская область Украины, Курская и юг Брянской области России.
Столица — Новгород-Северский (см. Список князей новгород-северских).
Выделилось из Черниговского княжества.
Уделы:
- Курское княжество (ок. 1095—1270). Столица — Курск (Куреск) (см. Список князей курских).
- Рыльское княжество (1180—1523). Столица — Рыльск (см. Список князей рыльских).
- Путивльское княжество (1180—1500). Столица — Путивль.
- Глуховское княжество (кон.XIII в.—1407). Столица — Глухов.
- Трубчевское княжество (1167—1556). Столица — Трубчевск (Трубец).
  - Елецкое княжество (ок. 1370—1483). Столица — Елец → ВКМ. До монгольского нашествия Елец входил в состав Черниговского княжества, позднее — непосредственно в состав Золотой Орды. В начале XIV в. перешёл к Рязанскому княжеству, от которого вскоре отделился.
  - Липецкое княжество (ок. 1283—?). Столица — Липецк. До 1202 года Липецк входил в состав Черниговского княжества, позднее — присоединен к Рязанскому княжеству. Разрушен во время монгольского нашествия.
  - Воргольское княжество (2-я пол.XIII в.—?). Столица — Воргол. До 1202 входил в состав Черниговского княжества, позднее — присоединен к Рязанскому княжеству. Разрушен во время монгольского нашествия.

## Муромо-Рязанское княжество
Центр Рязанской области. Юг Рязанской области. Юг Владимирской, север Рязанской, юго-запад Нижегородской обл.
В 1054—1127 годах восточная периферия Черниговского княжества.
- Муромское княжество (989—1393). Столица — Муром. 1392 → ВКМ.
- Великое княжество Рязанское (1129—1521). Столица — Старая Рязань, с 1237 Переяславль-Рязанский (Новая Рязань). С конца XIII в. великое княжество (см. Список князей рязанских).
  - Пронское княжество (1129—1465). Столица — Пронск. С середины XIV в. великое княжество (см. Список князей пронских).
  - Коломенское княжество (до 1237—?). Столица — Коломна.
  - Елецкое княжество (ок. 1370—1483). Столица — Елец. До монгольского нашествия территория входила в состав Черниговского княжества, с 1362 в состав Великого княжества Литовского. В конце XIV в. Елец перешёл к Рязанскому княжеству, от которого вскоре отделился. Присоединён к Московскому княжеству.
  - Липецкое княжество (ок. 1283—?). Столица — Липецк.
  - Воргольское княжество (2-я пол.XIII в.—?). Столица — Воргол.

## Тмутараканское княжество(ок. 988—кон.XI в.)
Тамань и восточный Крым.
Первоначально южная периферия Черниговского княжества.
Столица — Тмутаракань (Теми-Таркан, Таматарха) (см. Список князей тмутараканских).

## Владимиро-Суздальское княжество(1125—1389)

### Нижегородско-Суздальское великое княжество(1328—1424)
Столица — Суздаль, с 1350 — Нижний Новгород.
- Суздальское княжество (1216—1341). Столица — Суздаль.
- Нижегородское княжество (1341—1447). Столица — Нижний Новгород.

Уделы:
- Городецкое княжество (1264—1403). Столица — Городец.
- Шуйское княжество (1387—1420). Столица — Шуя.

### Переяславль-Залесское княжество(1175—1302)
Столица — Переяславль (ныне Переяславль-Залесский).

### Ростовское княжество(ок. 989—1474)
Столица — Ростов (см. Список князей ростовских).
В 1328 году распалось на части:
- Старшая линия (Сретенская (Усретинская) сторона Ростова).
- Младшая линия (Борисоглебская сторона Ростова).

Уделы:
- Устюжское княжество (1364—1474). Столица — Великий Устюг.
- Бохтюжское княжество (1364—1434). Столица неизвестна.

### Ярославское княжество(1218—1463)
Столица — Ярославль (см. Список князей ярославских).
Уделы:
- Моложское княжество (ок. 1325—1450). Столица — Молога.
  - Шуморовское княжество (ок. 1365—1420). Столица — село Шуморово.
  - Прозоровское княжество (ок. 1408—1460). Столица — Прозоров.
    - Судское княжество. Столица — село Судка.

  - Сицкое княжество (ок. 1408—1460). Столица — Некоуз.
- Романовское княжество (1345—?). Столица — Романов.
  - Кубенское княжество (?—1447). Столица неизвестна.
  - Шехонское княжество (Пошехонское) (ок. 1410—1460). Столица — Княжич Городок.
  - Ухорское княжество (Угорское) (ок. 1420—1470). Столица неизвестна.
- Шекснинское княжество (ок. 1350—1480). Столица неизвестна.
- Новленское княжество (ок. 1400—1470). Столица неизвестна.
- Заозерское княжество (ок. 1400—1447). Столица — село Устье.
- Курбское княжество (ок. 1425—1455). Столица — село Курба.

### Углицкое княжество(1216—1605)
Столица — Углич (см. Список князей угличских).

### Белозерское княжество(1238—1486)
Столица — Белоозеро (ныне Белозерск), с 1432 — Верея (см. Список князей белозерских).
Уделы:
- Согожское княжество (Сугорское) (ок. 1345—1375). Столица неизвестна.
- Шелешпанское княжество (ок. 1375—1410). Столица неизвестна.
  - Угольское княжество (?-?). Углец Константинов.
- Кемское княжество (ок. 1375—1430). Столица — село Кемь.
- Карголомское княжество (ок. 1375—1430). Село Карголом.
  - Ухтомское княжество (ок. 1410—50). Столица неизвестна.
- Дябринское княжество (?-?). Столица неизвестна.
- Андожское княжество (ок. 1385—1430). Столица неизвестна.
- Вадбольское княжество (ок. 1410—50). Столица неизвестна.
- Белосельское княжество (ок. 1385—1470). Столица — с. Белое.

### Стародубское княжество(1238—1460)
Столица — Стародуб на Клязьме (см. Список князей стародубских).
Уделы:
- Пожарское княжество (ок. 1390—1470). Столица — Погар (Пожар). Местонахождение неизвестно.
- Ряполовское княжество (ок. 1390—1440). Столица — Ряполово
- Палецкое княжество (ок. 1390—1470). Столица — Палех.
- Кривоборское княжество (ок. 1440—70). Столица неизвестна.
- Льяловское княжество (ок. 1440—60). Столица Льялово и Усольцы.
- Голибесовское княжество (ок. 1410—1510). Столица — село Троицкое.
- Ромодановское княжество (ок. 1410—40). Столица — Ромоданово.

### Галицкое княжество(1246—1453)
Столица — Галич Мерский.

### Юрьевское княжество(ок. 1212—1345)
Столица — Юрьев-Польский.

### Костромское княжество(1246—1303)
Столица — Кострома.

### Дмитровское княжество(1238—1569)
Столица — Дмитров.

### Тверское княжество(1242—1490)
Столица — Тверь.
Уделы:
- Кашинское княжество (1318—1426). Столица — Кашин.
- Холмское княжество (1319—1508). Столица — Холм.
- Клинское княжество (1318—1450). Столица — Клин.
- Зубцовское княжество (1318—1460). Столица — Зубцов.
- Микулинское княжество (1339—1485). Столица — Микулин.
- Городенское княжество (1425—1435).
- Телятевский удел (1397—1437). Столица неизвестна.
- Чернятинский удел (1406—1490). Столица — Чернятин (ныне село Чернятино).

### Московское княжество(1276—1547)
Столица — Москва (см. Список князей Московских).
Уделы:
- Серпуховское княжество (1341—1472) (см. Список князей серпуховских).
  - Боровское княжество (1410—1426). Столица — Боровск.
  - Радонежское княжество (1410—1426). Столица — Радонеж.
  - Перемышльское княжество (1410—1427). Столица — Перемышль.
- Звенигородское княжество (1331—1492). Столица — Звенигород.
- Вологодское княжество (1433—1481). Столица — Вологда.
- Верейское княжество (1432—1486). Столица — Верея.
- Волоцкое княжество (1408—1410)(1462—1513). Столица — Волок Ламский (ныне Волоколамск).
- Рузское княжество (1494—1503). Столица — Руза.
- Старицкое княжество (1519—63). Столица — Старица (см. Список князей старицких).
- Ржевское княжество (1408—1410, 1462—1526). Столица — Ржев.
- Калужское княжество (1505—1518). Столица — Калуга.
- Можайское княжество (1389—1492) — см. Смоленское княжество.

## Вятская земля(1181—1489)
Территория Средней Вятки — часть современной Кировской области.
Столица — Вятка (с 1457 называлась Хлынов).
- Вятская вечевая республика (1136—1489).

## Великопермское княжество(1323—1505)
Территориально занимало историческую область Пермь Великая.
Столица — Чердынь.